# Sarpreet Singh
Sarpreet Singh (sinh ngày 20 tháng 2 năm 1999) là một cầu thủ bóng đá chuyên nghiệp người New Zealand hiện đang thi đấu ở vị trí tiền vệ tấn công hoặc tiền vệ cánh cho câu lạc bộ Hansa Rostock tại 2. Bundesliga và Đội tuyển bóng đá quốc gia New Zealand.

## Sự nghiệp câu lạc bộ

### Sự nghiệp ban đầu
Singh sinh ra ở Auckland, New Zealand, vào ngày 20 tháng 2 năm 1999. Khi Singh lớn lên, anh chơi cho câu lạc bộ địa phương Onehunga Sports dưới sự dạy dỗ của người cố vấn lâu năm Miyazawa Hiroshi. Lúc 10 tuổi, Singh đã đại diện cho Auckland tại Giải bóng đá trong nhà vô địch quốc gia Úc. Anh giành giải cầu thủ giá trị nhất trong giải đấu này và vì thế thu hút sự quan tâm từ câu lạc bộ bóng đá Everton đến từ Premier League.

### Wellington Phoenix
Sau thi đấu trong một vài trận đấu cho đội tuyển U-17 quốc gia, Wellington Phoenix đã chú ý đến anh. Sau đó, anh chuyển đến học viện bóng đá của câu lạc bộ vào năm 2015 sau khi nhận được học bổng bóng đá tại Scots College từ tuyển thủ New Zealand Winston Reid. Sau khi chơi cho đội dự bị Wellington Phoenix trong hai năm, anh ký hợp đồng ba năm với đội một. Sau một vài lần ra sân cho đội một từ băng ghế dự bị, anh đã có trận ra mắt chính thức cho đội một vào ngày 17 tháng 2 năm 2018. Mặc dù chỉ chơi 11 trận ở mùa giải A-League 2017–18, anh là cầu thủ ghi bàn nhiều thứ hai của đội sau Andrija Kaluđerović.

### Bayern Munich
Singh được chiêu mộ bởi FC Bayern Munich trong mùa giải 2019–20 với trị giá 750.000 euro và được sắp xếp tại đội trẻ ở giải hạng 3. Singh nhận được một hợp đồng có thời hạn đến ngày 30 tháng 6 năm 2022 với FC Bayern Munich II. Anh đã tham gia buổi chuẩn bị trước mùa giải mùa hè dưới thời huấn luyện viên Bayern Munich lúc đó là Niko Kovač trong đội một và cũng góp mặt cùng với đội một trong những trận đấu đầu tiên. Vào ngày 19 tháng 8 năm 2019, cầu thủ người New Zealand này đã có trận ra mắt ở giải hạng ba gặp Halleschen FC. Trận đấu này kết thúc với chiến thắng 2–1 cho đội trẻ của Bayern Munich. Anh ghi bàn thắng đầu tiên ở giải hạng ba vào ngày 31 tháng 8 năm 2019 trong trận thua 1–2 trên sân nhà trước SpVgg Unterhaching khi ghi bàn thắng ấn định tỷ số 1–1 ở phút 38. Dưới sự dẫn dắt của huấn luyện viên trưởng mới của đội một Hansi Flick, Singh đã được đôn lên đội một vào giữa tháng 11 năm 2019 trong trận gặp Fortuna Düsseldorf cùng với Oliver Batista-Meier, Leon Dajaku và Joshua Zirkzee. Anh có trận ra mắt Bundesliga vào ngày 14 tháng 12 năm 2019, ngày thi đấu thứ 15, trong chiến thắng 6–1 trên sân nhà trước Werder Bremen khi vào sân thay cho Philippe Coutinho ở phút thứ 82. Điều này khiến anh trở thành cầu thủ người New Zealand đầu tiên chơi ở Bundesliga kể từ Wynton Rufer 25 năm trước. Ở giải hạng 3, Singh thường chơi ở vị trí tiền vệ trung tâm cùng với Maximilian Welzmüller hoặc Timo Kern, nhưng anh cũng được sử dụng nhiều hơn trong hàng tấn công hoặc thậm chí ở hàng tiền vệ cánh trong một số trận đấu. Với bảy bàn thắng và bảy pha kiến tạo, anh là một trong những cầu thủ ghi bàn nhiều nhất của đội và đồng thời đóng vai trò quyết định trong cuộc giành chức vô địch giải hạng ba đầu tiên để lên giải hạng hai. Singh lại chơi cho đội một vào ngày thi đấu áp chót của mùa giải khi đội đã giành được chức vô địch với tư cách là cầu thủ chạy cánh trái trong đội hình xuất phát.

#### Cho mượn tại 1. FC Nürnberg
—Cựu cầu thủ FC Bayern Munich Sarpreet Singh phát biểu trước ngày thi đấu thứ 16 của mùa giải 2. Bundesliga 2020–21.
Trong mùa giải hạng hai 2020–21, Singh và đồng đội Christian Früchtl rời Bayern Munich để gia nhập 1. FC Nürnberg dưới dạng cho mượn. Huấn luyện viên trong mùa giải đó tại Nürnberg, Robert Klauß, thường chơi sơ đồ 4-4-2 với hai tiền vệ phòng ngự hoặc sử dụng Robin Hack và Felix Lohkemper ở hàng tiền vệ trung tâm và phía sau hàng tiền đạo. Đó là lý do tại sao Singh chỉ thỉnh thoảng được sử dụng ở vị trí quen thuộc của anh và thay vào đó anh chủ yếu chơi ở hàng tiền vệ cánh phải. Trong 18 trận đầu tiên ở 2. Bundesliga với Nürnberg, Singh không thể thể hiện bất kỳ sự tham gia trực tiếp nào vào bàn thắng, nhưng đã tự tin tuyên bố rằng anh có thể khẳng định mình ở FC Bayern. Cuối tháng 1 năm 2021, FC Bayern Munich đưa Singh về sớm và cả hai câu lạc bộ liên quan đến vụ cho mượn này đều không bình luận cụ thể về lý do chấm dứt hợp đồng cho mượn của Singh. Trong suốt thời gian chơi cho 1. FC Nürnberg, anh đã ra sân 16 lần ở giải hạng ba và ghi được 3 bàn thắng.

#### Cho mượn tại SSV Jahn Regensburg lần thứ nhất
Vào mùa giải 2021–22, Singh chuyển đến câu lạc bộ hạng hai SSV Jahn Regensburg dưới dạng cho mượn có thời hạn một năm. Dưới thời huấn luyện viên Mersad Selimbegović, anh ra sân 25 lần ở giải hạng hai, có mặt trong đội hình xuất phát 24 lần và ghi được 5 bàn thắng. Sau ngày thi đấu thứ 28 của mùa giải hạng hai 2021–22, anh không thể ra sân được nữa do bị viêm xương mu. Sau mùa giải đó, Singh rời SSV Jahn Regensburg.

#### Cho mượn tại SSV Jahn Regensburg lần thứ hai
Trong kỳ nghỉ hè năm 2022, Singh không thể chuyển đến câu lạc bộ mới thăng hạng lên Bundesliga Werder Bremen do chấn thương. Vào cuối tháng 7 năm 2022, anh gia hạn hợp đồng với FC Bayern đến ngày 30 tháng 6 năm 2024 và sau ngày thi đấu thứ hai của mùa giải hạng hai 2022–23, anh lại chuyển đến SSV Jahn Regensburg dưới dạng cho mượn cho đến cuối mùa giải. Mặc dù vụ chuyển nhượng này diễn ra hơn một tháng trước khi kỳ chuyển nhượng mùa hè kết thúc vào ngày 1 tháng 9 năm 2022, Regensburg vẫn không báo cáo kịp thời cho DFL. Điều này đã được bù đắp khi kỳ chuyển nhượng mùa đông mở cửa vào ngày 1 tháng 1 năm 2023, khiến Singh chỉ đủ điều kiện thi đấu từ ngày thi đấu thứ 18. Trong nửa sau của mùa giải, anh ra sân 14 lần ở giải hạng hai và ghi được một bàn thắng. Tuy nhiên, Jahn Regensburg đã phải xuống giải hạng 3 sau khi mùa giải 2022–23 kết thúc.

### Hansa Rostock
Singh rời Bayern Munich vĩnh viễn sau 4 năm. Anh sau đó gia nhập câu lạc bộ Hansa Rostock tại 2. Bundesliga vào ngày 5 tháng 7 năm 2023 với mức phí không được tiết lộ và ký hợp đồng 3 năm với câu lạc bộ này.

## Sự nghiệp quốc tế
Singh ra sân lần đầu tiên cho New Zealand ở cấp quốc tế khi được điền tên vào đội hình 20 người tham dự Giải vô địch bóng đá U-17 châu Đại Duơng 2015.
Singh thi đấu cho New Zealand tại FIFA U-20 World Cup 2017 cho đến khi bị U-20 Hoa Kỳ loại ở vòng 16 đội. Singh cũng thi đấu cho New Zealand tại FIFA U-20 World Cup 2019 cho đến khi bị Colombia loại ở vòng 16 đội qua loạt sút luân lưu sau khi hòa 1–1 sau hiệp phụ.
Singh lần đầu tiên được triệu tập lên đội tuyển quốc gia trong trận thua 0–1 trong trận giao hữu trước Canada vào ngày 24 tháng 3 ở Murcia. Anh ghi bàn thắng đầu tiên cho đội tuyển quốc gia New Zealand vào ngày 2 tháng 6 năm 2018 khi ghi bàn vào lưới Kenya ở Cúp Liên Lục địa 2018. Trong cùng giải đấu đó, anh đã thực hiện cả hai pha kiến tạo để giúp New Zealand đánh bại Ấn Độ 2–1.

## Đời tư
Singh sinh ra ở Auckland vào ngày 20 tháng 2 năm 1999 trong một gia đình gốc Ấn Độ. Bác trai và anh (em) trai của anh đều chơi bóng đá.

## Thống kê sự nghiệp

### Câu lạc bộ
Tính đến 6 tháng 5 năm 2023
| Câu lạc bộ                  | Mùa giải            | Giải vô địch             | Giải vô địch | Giải vô địch | Cúp quốc gia | Cúp quốc gia | Khác | Khác | Tổng cộng | Tổng cộng |
| Câu lạc bộ                  | Mùa giải            | Hạng đấu                 | Trận         | Bàn          | Trận         | Bàn          | Trận | Bàn  | Trận      | Bàn       |
| --------------------------- | ------------------- | ------------------------ | ------------ | ------------ | ------------ | ------------ | ---- | ---- | --------- | --------- |
| Wellington Phoenix Reserves | 2015–16             | New Zealand Championship | 12           | 1            | —            | —            | —    | —    | 12        | 1         |
| Wellington Phoenix Reserves | 2016–17             | New Zealand Championship | 14           | 3            | —            | —            | —    | —    | 14        | 3         |
| Wellington Phoenix Reserves | 2017–18             | New Zealand Championship | 7            | 4            | —            | —            | —    | —    | 7         | 4         |
| Wellington Phoenix Reserves | 2018–19             | New Zealand Championship | 1            | 0            | —            | —            | —    | —    | 1         | 0         |
| Wellington Phoenix Reserves | Tổng cộng           | Tổng cộng                | 34           | 8            | —            | —            | —    | —    | 34        | 8         |
| Wellington Phoenix          | 2015–16             | A-League                 | 0            | 0            | 0            | 0            | —    | —    | 0         | 0         |
| Wellington Phoenix          | 2016–17             | A-League                 | 2            | 0            | 0            | 0            | —    | —    | 2         | 0         |
| Wellington Phoenix          | 2017–18             | A-League                 | 11           | 4            | 1            | 0            | —    | —    | 12        | 4         |
| Wellington Phoenix          | 2018–19             | A-League                 | 26           | 5            | 1            | 0            | —    | —    | 27        | 5         |
| Wellington Phoenix          | Tổng cộng           | Tổng cộng                | 39           | 9            | 2            | 0            | —    | —    | 41        | 9         |
| Bayern Munich II            | 2019–20             | 3. Liga                  | 22           | 7            | —            | —            | —    | —    | 22        | 7         |
| Bayern Munich II            | 2020–21             | 3. Liga                  | 16           | 3            | —            | —            | —    | —    | 16        | 3         |
| Bayern Munich II            | Tổng cộng           | Tổng cộng                | 38           | 10           | —            | —            | —    | —    | 38        | 10        |
| Bayern Munich               | 2019–20             | Bundesliga               | 2            | 0            | 6            | 0            | 0    | 0    | 8         | 0         |
| Bayern Munich               | 2020–21             | Bundesliga               | 0            | 0            | 0            | 0            | 0    | 0    | 0         | 0         |
| Bayern Munich               | Tổng cộng           | Tổng cộng                | 2            | 0            | 6            | 0            | 0    | 0    | 8         | 0         |
| 1. FC Nürnberg (mượn)       | 2020–21             | 2. Bundesliga            | 11           | 0            | 1            | 0            | —    | —    | 12        | 0         |
| SSV Jahn Regensburg (mượn)  | 2021–22             | 2. Bundesliga            | 25           | 5            | 2            | 1            | —    | —    | 27        | 6         |
| SSV Jahn Regensburg (mượn)  | 2022–23             | 2. Bundesliga            | 14           | 1            | 0            | 0            | —    | —    | 14        | 1         |
| SSV Jahn Regensburg (mượn)  | Tổng cộng           | Tổng cộng                | 39           | 6            | 2            | 1            | —    | —    | 41        | 7         |
| Hansa Rostock               | 2023–24             | 2. Bundesliga            | 7            | 0            | 1            | 0            | —    | —    | 8         | 0         |
| Tổng cộng sự nghiệp         | Tổng cộng sự nghiệp | Tổng cộng sự nghiệp      | 159          | 33           | 12           | 1            | 0    | 0    | 171       | 34        |

1. ↑  Bao gồm Cúp bóng đá Úc và DFB-Pokal

### Bàn thắng quốc tế
Tỷ số và kết quả liệt kê bàn thắng của New Zealand được để trước, cột tỷ số cho biết tỷ số sau mỗi bàn thắng của Singh.
| # | Ngày               | Địa điểm                             | Đối thủ | Tỷ số | Kết quả | Giải đấu                  |
| - | ------------------ | ------------------------------------ | ------- | ----- | ------- | ------------------------- |
| 1 | 2 tháng 6 năm 2018 | Mumbai Football Arena, Mumbai, Ấn Độ | Kenya   | 1–0   | 1–2     | Intercontinental Cup 2018 |

## Danh hiệu

### Câu lạc bộ
Bayern Munich
- Bundesliga: 2019–20[26]
- DFB-Pokal: 2019–20

Bayern Munich II
- 3. Liga: 2019–20

### Quốc tế
U-17 New Zealand
- Giải vô địch bóng đá U-17 châu Đại Duơng: 2015[27]

U-20 New Zealand
- Giải vô địch bóng đá U-20 châu Đại Dương: 2016